# Incydent Yushō
Incydent Yushō (油症,dosł. „choroba olejowa”) – masowe zatrucie polichlorowanymi bifenylami (PCBs) znajdującymi się w oleju spożywczym, które miało miejsce w 1968 na wyspie Kiusiu w Japonii. Powodem zanieczyszczenia oleju była nieszczelność w wymienniku ciepła wykorzystywanym w procesie rafinacji.

## Przebieg incydentu
W październiku 1968 roku, w Prefekturze Fukuoka zaczęły się pojawiać przypadki choroby podobnej do trądziku chlorowego, pracownicy wydziału medycznego Uniwersytetu Kiusiu zaczęli podejrzewać powiązanie z konsumpcją oleju ryżowego produkowanego przez przedsiębiorstwo Kanemi Company. Przeprowadzone zostały wywiady z poszkodowanymi oraz ich najbliższą rodziną, z których wynikało, że 166 ze 170 pacjentów spożyło olej wyprodukowany między 5 a 6 lutego 1968. Próbki oleju zostały zbadane za pomocą chromatografii gazowej co potwierdziło obecność Kanechlor 400, mieszaniny polichlorowanych bifenyli stosowanej w przemyśle.
Skutki skażenia objęły nie tylko ludzi, lecz również drób, do pokarmu którego dodawano olej. 14 000 ludzi zostało w pewnym stopniu poszkodowanych, ponad 500 zmarło. 400 000 sztuk drobiu zdechło. Najczęstszymi objawami u ludzi były: zmiany skórne, nieregularne cykle menstruacyjne oraz obniżona odpowiedź immunologiczna. U dzieci zauważono zaburzenia w rozwoju.
Do dziś prowadzone są badania na grupie poszkodowanych w incydencie. Badaczy interesują długofalowe efekty zatrucia PCBs takie jak np. zwiększone prawdopodobieństwo zachorowania na nowotwory.

## Powód zanieczyszczenia oleju[2]

Poglądowa ilustracja jednej z komór używanych do dezodoryzacji.

Podczas rafinacji oleju spożywczego ostatnim etapem jest jego dezodoryzacja. Odbywa się ona poprzez podgrzanie oleju w komorze próżniowej blisko temperatury dymienia, przy równoczesnym pompowaniu przez niego pary wodnej. Proces zachodzi zazwyczaj w kolumnie dezodoryzacyjnej. W przypadku zakładu w którym doszło do incydentu, odbywało się to w sześciu komorach próżniowych. Podgrzewanie oleju osiągano za pomocą pompowania podgrzanego Kanechloru 400 poprzez cewki wykonane ze stali nierdzewnej, znajdujące się w komorach. PCBs były idealnym płynem do tego zadania ze względu na swoją niepalność i odporność na temperaturę. Do uszkodzenia wymienników ciepła doszło w dwóch miejscach, praktycznie w tym samym czasie.

### Komora nr 6
W komorze nr 6 do wycieku doszło gdy korozja w rurze wymiennika osiągnęła odpowiedni stopień. Korozja spowodowana była kwasem solnym powstałym z produktów termicznego rozkładu PCBs i śladowych ilości wody znajdujących się w układzie. Prawdopodobnie podczas prac konserwacyjnych naruszona została osłabiona część rury, powodując wyciek po wznowieniu produkcji.

### Komora nr 1
Wyciek w komorze nr 1 był znacznie poważniejszy. Jego powodem był otwór wykonany przez przypadek przez jednego z pracowników podczas prac spawalniczych. Szacuje się, że ilość PCBs które wyciekły przez ten otwór był dużo większa niż w przypadku komory nr 6. Według źródeł nawet po znalezieniu nieszczelności, olej został sprzedany, zamiast zostać zutylizowanym. 

## Bliźniaczy incydent Yu-cheng
W późniejszych latach zagrożenia związane z używaniem PCBs w produkcji żywności były znane, a Yushō był przykładem ich skutków. Mimo tego na Tajwanie w 1979 doszło do niemal identycznej sytuacji. Olej zanieczyszczony został przez wyciek z wymiennika, a efekty na ludności były bardzo podobne. Nazwany on został „Yu-cheng”.